# Motori Poissy Type 354 e Type 353
I motori Poissy Type 354 e Type 353 sono stati due motori a scoppio prodotti tra il 1967 ed il 1978 dalla Casa automobilistica francese SIMCA e dal 1983 al 1991 dal Gruppo PSA.

## Caratteristiche

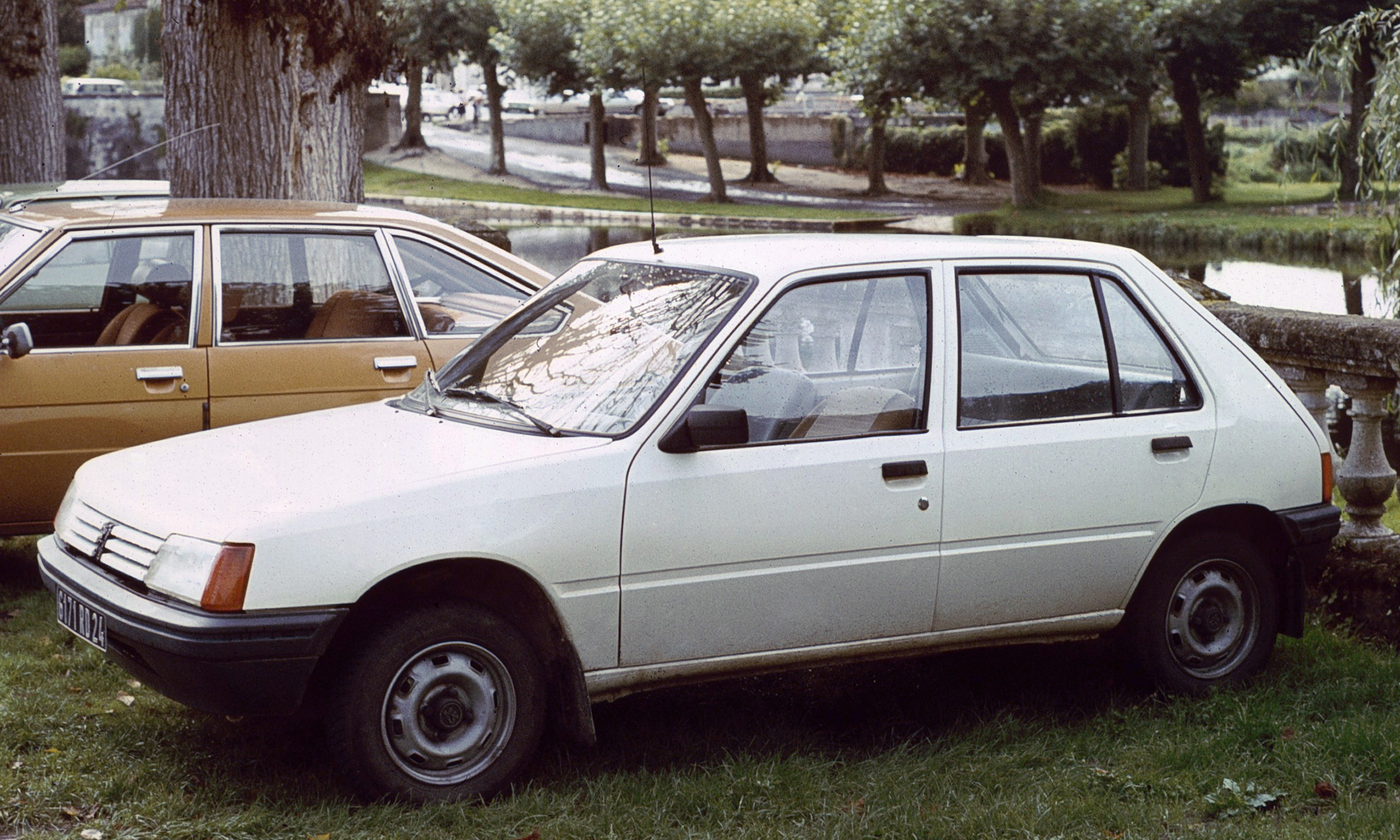
... e nelle Peugeot 205 GR previste per il mercato spagnolo

I motori Simca del tipo 353 e 354 hanno costituito una piccola famiglia di motori, peraltro strettamente imparentata con altri motori Simca utilizzati in quel periodo, in primis con i motori 315 e 349, da cui derivano, ma anche con il motore 350, il motore 371 ed i loro derivati.

In generale, le caratteristiche che accomunano i motori 353 e 354 sono le seguenti, molte delle quali peraltro condivise anche dagli altri motori appena menzionati:
- architettura a 4 cilindri in linea;
- monoblocco in ghisa legata con altri metalli (cromo, rame e nichel);
- testata in lega di alluminio;
- canne cilindri di tipo integrale;
- alesaggio e corsa: 74x70 mm;
- cilindrata: 1204 cm³;
- distribuzione a valvole in testa con un albero a camme laterale, aste e bilancieri;
- alimentazione mediante carburatore (uno o due a seconda delle versioni);
- pistoni+ in lega di alluminio;
- bielle fratturate in acciaio stampato;
- albero a gomiti in acciaio stampato su 5 supporti di banco.

Praticamente si tratta quindi di una versione a corsa allungata (da 65 a 70 mm) delle unità 351 e 352 da 1.1 litri.

### Il motore 354
Il capostipite di questa piccola famiglia è stato il motore 354, tra l'altro il più potente del lotto. Esso fu infatti introdotto nel 1967 per equipaggiare la nuova piccola sportiva di Casa, ossia la Simca 1200S, chiamata a sostituire la meno prestante 1000 Coupé disegnata da Bertone e che sfruttava la modesta meccanica delle prime Simca 1000. Il nuovo motore, nella configurazione prevista per essere montato sulla 1200S, era caratterizzato da un rapporto di compressione di 9.5:1, era alimentato da due carburatori doppio corpo Solex C35 PHH4 ed era in grado di erogare una potenza massima di 81 CV a 6000 giri/min, con una coppia massima di 103 Nm a 4500 giri/min.

Nel 1970, grazie all'ausilio di un nuovo carburatore doppio corpo Solex 35 PHH12, la potenza massima salì ad 85 CV a 6200 giri/min, mentre la coppia massima passò da 103 a 108 Nm a 4500 giri/min. L'unica applicazione del motore 354, come si è detto, è stata la Simca 1200S, prodotta complessivamente dal 1967 al 1971.

### Il motore 353
Dal motore 354 è stato derivato il motore 353, strutturalmente e dimensionalmente identico al primo, ma destinato ad un utilizzo meno sportiveggiante. Va detto innanzitutto che il motore 353 vero e proprio è stato anche quello meno diffuso, in quanto limitato ai soli mercati della Spagna, degli Stati Uniti e della Gran Bretagna. La variante più diffusa è invece nota con la sigla 353 S ed ha conosciuto una gran diffusione in tutta Europa (con l'eccezione dei mercati spagnolo e britannico).

Eppure il motore indicato con la sigla 353 pura e semplice, è stato il primo dei due a debuttare, ed è stato anche proposto in due varianti di potenza, tutte alimentate mediante carburatore monocorpo: la prima variante erogava una potenza massima di 58 CV a 6000 giri/min, con un picco di coppia pari a 91 Nm a 3600 giri/min, ed è stato montato sulle Simca 1200, ossia le Simca 1100 Spécial destinate al mercato spagnolo; la seconda variante del motore 353 erogava invece una potenza massima leggermente superiore e pari a 62 CV a 6000 giri/min, mentre la coppia massima era di 65 Nm a 3400 giri/min. Questo motore è stato montato sulle Simca 1204, ossia le Simca 1100 Spécial previste per i mercati britannico (1970-78) e statunitense (1969-72).

Apparentemente destinato al pensionamento, il motore 353 è invece ritornato in pieni anni ottanta, e precisamente nel 1983, quando il marchio Simca era già stato da tempo assorbito dal Gruppo PSA. Il colosso francese ha infatti pensato di proporre una variante della sua nuova utilitaria, la Peugeot 205, equipaggiata con tale motore, che a questo punto venne codificato come 1-F1. Questa variante, denominata 205 GR 1.2, erogava una potenza di 63 CV, ed è stata prodotta dal 1983 al 1991 limitatamente al solo mercato spagnolo. Anche alcune varianti della Peugeot 309 hanno usufruito di tale motore, sempre limitatamente al mercato iberico.
Quanto al più diffuso motore 353 S, si trattava di un motore caratterizzato dalla presenza di due carburatori doppio corpo Weber 36 DCNF7 (o DCNF8), e la sua potenza massima era di 75 CV a 6000 giri/min, mentre la coppia massima era di 99 Nm a 3600 giri/min. Il motore 353 S è stato montato sulla Simca 1100 Spécial, prodotta solamente tra il 1970 ed il 1971.